# Bandera de la Prefectura de Iwate
La bandera de la Prefectura de Iwate (岩手県旗 Iwate-kenki?) es la bandera oficial de dicha prefectura de Japón.

## Descripción
Para conmemorar la construcción de la Oficina de la Prefectura de Iwate, un concurso público fue llevado a cabo para crear un nuevo símbolo para Iwate, y la cresta se anunció el 10 de noviembre de 1964 en virtud Anuncio de la Prefectura No.1083 (告示第1083号 Kokuji Dai-sen-hachijū-san-gō?). El símbolo en sí es una adaptación vertical simétrica del carácter chino 岩, pronunciado iwa, como en Iwate.
La bandera se declaró oficial el 6 de marzo de 1965. Se compone de un fondo color azul grisáceo con el escudo de Iwate en blanco en el centro.